# Сайкс, Эрик
Э́рик Сайкс (англ. Eric Sykes, 4 мая 1923, Олдем — 4 июля 2012, Ишер) — британский комедийный актёр, сценарист и режиссёр.
Родившийся в городке Олдем (графство Ланкашир) Эрик Сайкс считается одним из величайших артистов и режиссёров британского комедийного кино и телевидения 2-й половины XX века. Первую известность приобрел в качестве сценариста и актёра ещё в 1950-х годах благодаря своей работе в популярной радиопередаче «Раздолбай-шоу» (Goon Show), в 60-х он стал звездой британского телевидения, снявшись в нескольких комедийных телевизионных фильмах BBC, а с 70-х стал звездой первой величины в британском кино. Характерной манерой его творчества является доведение ситуации до крайней степени комичности. Снимался у режиссёров Энди Уилсона, Кена Эннакина, Эдварда Дмитрика, Алехандро Аменабара, Майка Ньюэлла. За 53 года кинокарьеры сыграл 68 ролей (последние 4 — в 2007 году), написал сценарии к 38 фильмам, и снял 11 фильмов в качестве режиссёра. Русским зрителям знаком по роли Френка Брайса (садовника дома Реддлов) в фильме «Гарри Поттер и Кубок огня» и потрясающей комедии «Большая заморозка», в которой он выступил во всех трех качествах — сценариста, режиссёра и актёра.

## Кинокарьера
Телекарьера Сайкса началась с 30-минутной комедии на телеканале BBC «Сайкс и А...», которую Сайкс создал в сотрудничестве с писателем Джонни Спайтом (который работал с Эриком ещё в 1950-х на радио в передаче «Тони Хэнкук-шоу»). Сюжет фильма обыгрывал жизнь среднего англичанина, живущего с женой в пригороде и полностью загруженного повседневностью…

## Личная жизнь
Эрик Сайкс был женат с 1952 года на Эдит Милбрандт, с которой имеет трёх дочерей Кэтрин, Джулию, Сьюзан и сына Дэвида. С возрастом Сайкс частично потерял слух и почти ослеп. В массивные очки, которые он постоянно носил, были вставлены простые стёкла — на самом деле это был слуховой аппарат, который передаёт звуки на заушную кость. В 2002 году он перенёс инсульт и после него операцию на сердце. В 1986 году был удостоен Ордена Британской Империи за заслуги в драматургии. В 2002 году ему вручена премия Бернарда Дельфонта за выдающийся вклад в развитие шоу-бизнеса. Сайкс являлся почётным президентом «Общества сохранения традиций Goon Show».

## Фильмография

### Актёрские работы
- 1954 г. — Orders Are Orders
- 1956 г. — «Hancock’s Half Hour» (1 серия)
- 1956 г. — «The Idiot Weekly, Price 2d» ТВ сериал"
- 1956 г. — «The Tony Hancock Show» (1 серия)
- 1956 г. — Charley Moon
- 1956 г. — Dress Rehearsal (ТВ)
- 1956 г. — Opening Night (ТВ)
- 1956 г. — Pantomania, or Dick Whittington (ТВ)
- 1957 г. — Closing Night (ТВ)
- 1959 г. — Gala Opening (ТВ)
- 1959 г. — Tommy the Toreador
- 1960 г. — Watch Your Stern
- 1961 г. — «Comedy Playhouse» (1 серия)
- 1961 г. — Invasion Quartet
- 1961 г. — Очень важная персона / Very Important Person
- 1962 г. — «A Christmas Night with the Stars» (1 серия)
- 1962 г. — Kill or Cure
- 1962 г. — Village of Daughters
- 1963 г. — Небеса над нами / Heavens Above!
- 1964 г. — The Bargee
- 1964 г. — Односторонний маяк / One Way Pendulum
- 1965 г. — «Sykes and A…» (26 серий)
- 1965 г. — Воздушные приключения / Those Magnificent Men in Their Flying Machines or How I Flew from London to Paris in 25 hours 11 minutes
- 1965 г. — Ликвидатор / The Liquidator
- 1965 г. — Сгнивший насквозь / Rotten to the Core
- 1966 г. — The Spy with a Cold Nose
- 1967 г. — Sykes Versus ITV (ТВ)
- 1967 г. — Доска / The Plank
- 1968 г. — Шалако / Shalako
- 1969 г. — «Curry & Chips» (6 серий)
- 1969 г. — It’s Your Move
- 1969 г. — Rhubarb
- 1969 г. — Бросок в Монте-Карло / Monte Carlo or Bust!
- 1970 г. — «Till Death Us Do Part» (1 серия)
- 1971 г. — «Sykes and a Big Big Show» ТВ сериал"
- 1971 г. — Sykes: With the Lid Off (ТВ)
- 1973 г. — Театр крови / Theater of Blood
- 1977 г. — Eric Sykes Shows a Few of Our Favourite Things (ТВ)
- 1979 г. — «Sykes» (19 серий)
- 1979 г. — The Plank (ТВ)
- 1980 г. — Rhubarb Rhubarb
- 1980 г. — The Likes of Sykes (ТВ)
- 1981 г. — If You Go Down in the Woods Today
- 1982 г. — It’s Your Move (ТВ)
- 1982 г. — The Boys in Blue
- 1982 г. — The Eric Sykes 1990 Show (ТВ)
- 1984 г. — Gabrielle and the Doodleman
- 1985 г. — «Alice in Wonderland» (3 серии)
- 1986 г. — «Возвращение Шерлока Холмса / „The Return of Sherlock Holmes“ (1 серия)
- 1986 г. — Новички / Absolute Beginners
- 1988 г. — Mr. H Is Late (ТВ)
- 1989 г. — „The Nineteenth Hole“ ТВ сериал»
- 1993 г. — The Big Freeze
- 1993 г. — Перепутанные наследники / Splitting Heirs
- 1998 г. — «Dinnerladies» (1 серия)
- 2000 г. — «Темное королевство / „Gormenghast“ ТВ сериал»
- 2001 г. — Другие / The Others
- 2001 г. — "Телепузики / «Teletubbies» (226 серий)
- 2003 г. — "Холби Сити / «Holby City» (1 серия)
- 2003 г. — «Чисто английское убийство / „The Bill“ (1 серия)
- 2004 г. — „Doctors“ (1 серия)
- 2004 г. — Mavis and the Mermaid
- 2005 г. — Гарри Поттер и Кубок огня / Harry Potter and the Goblet of Fire
- 2007 г. — „Heartbeat“ (1 серия)
- 2007 г. — „Last of the Summer Wine“ (1 серия)
- 2007 г. — „My Family“ (1 серия)
- 2007 г. — „New Tricks“ (1 серия)
- 2007 г. — Сын Рэмбо / Son of Rambow

### Режиссёрские работы
- 1957 г. — Closing Night (ТВ)
- 1959 г. — Gala Opening (ТВ)
- 1967 г. — Доска / The Plank
- 1969 г. — It’s Your Move
- 1969 г. — Rhubarb
- 1979 г. — The Plank (ТВ)
- 1980 г. — Rhubarb Rhubarb
- 1981 г. — If You Go Down in the Woods Today
- 1982 г. — It’s Your Move (ТВ)
- 1988 г. — Mr. H Is Late (ТВ)
- 1993 г. — The Big Freeze

### Сценарии
- 1952 г. — „The Howerd Crowd“ ТВ сериал»"
- 1952 г. — Korean Party (ТВ)
- 1953 г. — Nuts in May (ТВ)
- 1953 г. — The Frankie Howerd Show (ТВ)
- 1954 г. — Orders Are Orders
- 1954 г. — The Big Man (ТВ)
- 1956 г. — «The Idiot Weekly, Price 2d» ТВ сериал
- 1956 г. — «The Tony Hancock Show» ТВ сериал
- 1956 г. — Dress Rehearsal (ТВ)
- 1956 г. — Opening Night (ТВ)
- 1956 г. — Pantomania, or Dick Whittington (ТВ)
- 1957 г. — «Eric Sykes Presents Peter Sellers» ТВ сериал
- 1957 г. — Closing Night (ТВ)
- 1957 г. — The Howerd Crowd (ТВ)
- 1959 г. — Gala Opening (ТВ)
- 1962 г. — «That Was the Week That Was» ТВ сериал"
- 1964 г. — «Sykes and A…» (12 серий)
- 1964 г. — «The Telegoons» (4 серии)
- 1966 г. — East of Howerd (ТВ)
- 1967 г. — Sykes Versus ITV (ТВ)
- 1967 г. — Доска / The Plank
- 1968 г. — Howerd’s Hour (ТВ)
- 1968 г. — The Goon Show (ТВ)
- 1969 г. — It’s Your Move
- 1969 г. — Rhubarb
- 1971 г. — «Sykes and a Big Big Show» ТВ сериал"
- 1971 г. — Sykes: With the Lid Off (ТВ)
- 1977 г. — Eric Sykes Shows a Few of Our Favourite Things (ТВ)
- 1979 г. — «Sykes» (4 серии)
- 1979 г. — The Plank (ТВ)
- 1980 г. — Rhubarb Rhubarb
- 1980 г. — The Likes of Sykes (ТВ)
- 1981 г. — If You Go Down in the Woods Today
- 1982 г. — It’s Your Move (ТВ)
- 1982 г. — The Eric Sykes 1990 Show (ТВ)
- 1988 г. — Mr. H Is Late (ТВ)
- 1993 г. — Большая заморозка/ The Big Freeze